# Zangersheide

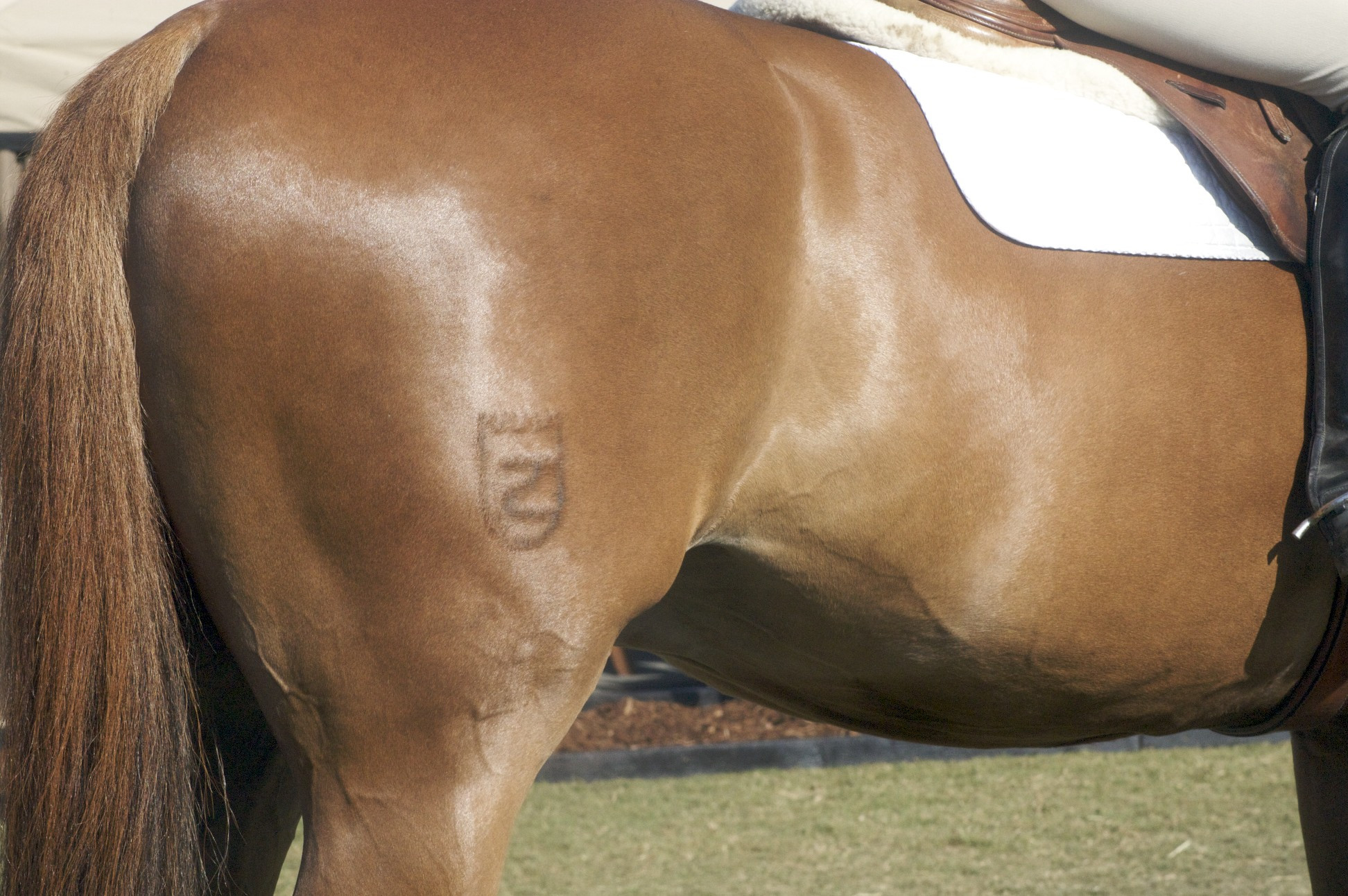
Märkning av häst från Zangersheide

Zangersheide, som ligger i Lanaken i Belgien, är ett av de största stuterierna för hästar i Europa där man avlar fram hopphästar av hög kvalitet, oftast av den tyska hästrasen hannoveranare, som räknats som en av världens bästa sporthästar. Hästarna namnges ofta med ett Z efter huvudnamnet och bland annat kommer en av Sveriges bästa hopphästar, Robin Z, från Zangersheidestuteriet.

## Historia
Stuteriet startades under mitten av 1970-talet av belgaren Leon Melchior, som själv tävlade i banhoppning. Redan från början var tanken att han skulle avla hannoveranare som då räknades som världens bästa sporthäst. Några av den tidens champions var alla av hannoveransk härkomst. Leon fick tag i ett par högklassiga ston vilket hade varit riktigt svårt, speciellt då hannoveranaren redan började sjunka i popularitet efter uppkomsten av ännu en tysk varmblodshäst, holsteinaren. Leon fick därför tänka om i nya banor. Han avlade dem med sin egen hingst, Huereka-Z som var en holsteinare. Han kom även över en hingst vid namn Almé-Z som var korsning mellan både hannoveranare och holsteinare, men även normandiskt blod. Denna kombination visade sig vara riktigt lyckad då fölen som föddes var av riktigt bra kvalitet och visade sig ha goda hoppförmågor.

## Stuteriet idag
Zangersheide fick en egen stambok för sina hästar år 1992. Idag är Zangersheide även ett forskningscentrum inom hästavel och man erbjuder en mängd högklassade hingstar och även sperma för att artificiellt inseminera hästar på hemmaplan. 
Varje år hålls även ett flertal tävlingar och en festival, enkelt kallad Z-festivalen. Under festivalen visar man upp sina föl och 3-åringar och auktionerar ut dem. 
Unghäst-VM har dessutom hållits på Zangersheide i över 14 år.

## Hästarna
Många prisbelönta hoppförmågor har genererats från Zangersheide, bland annat den svenska succéhästen Robin Z. Många av dagens Zangersheidehästar härstammar från de få ston som Leon Melchior lyckades få tag på när han startade stuteriet. 
Hästarna är framavlade specifikt för tävling och sport, t.ex. banhoppning och dressyr. Hästarna har utmärkta ben och en naturlig tävlingsinstinkt. Hästarna kostar dock efter detta också och stuteriet har slagit världsrekordet under auktioner i juli 2007. Fölen såldes då med ett genomsnitt på ca 270 000 kronor styck. 